# Елсукова, Екатерина Иосифовна
Екатерина Иосифовна Елсукова — советский хозяйственный, государственный и политический деятель, Герой Социалистического Труда.

## Биография
Родилась в 1923 году в Тульской губернии. Член КПСС.
С 1942 года — на хозяйственной, общественной и политической работе. В 1942—1976 гг. — агроном, председатель колхоза «Ударник», председатель колхоза «Объединение» Новомосковского района Тульской области.
Указом Президиума Верховного Совета СССР от 22 марта 1966 года присвоено звание Героя Социалистического Труда с вручением ордена Ленина и золотой медали «Серп и Молот».
Делегат XXIII съезда КПСС.
Умерла в Новомосковске в 2007 году.